# Lake Harbor
Lake Harbor statisztikai település az USA Florida államában, Palm Beach megyében. Lakosainak száma 49 fő (2020. április 1.). Miami agglomerációjának része.

## Népesség
A település népességének változása:
| Lakosok száma | 195  | 45   | 49   |
|               | 2000 | 2010 | 2020 |